# Pedro Perlaza
Pedro Pablo Perlaza Caicedo (* 3. Februar 1991 in Esmeraldas) ist ein ecuadorianischer Fußballspieler.

## Karriere

### Verein
Erst startete seine Karriere in der Jugend des CS Emelec, von wo er von der dortigen U20 im April 2009 zu Juventus de Esmeraldas wechselte. Im nächsten Jahr ging es für ihn weiter zum Rocafuerte SC, wo er aber auch nicht lange blieb und für das Jahr 2011 nun zum CD América de Quito ging. Für das Jahr 2012 ging er nun wieder zurück zum Rocafuerte SC, wo er nun auch für weitere zwei Jahre verblieb.
Im Februar 2014 wechselte er zum CS Patria, ging von hier aber bereits im darauffolgenden April weiter zu Esmeraldas Petrolero. Hier verblieb er zumindest bis zum Sommer 2015. Danach folgte sein Wechsel zu Deportivo Quevedo, wo er diesmal bis Ende Februar 2016 im Kader stand. Anschließend wechselte er weiter zu CSD Macará, wo er nochmal bis zum Ende der laufenden Spielrunde auflief.
Als Nächstes ging es nun zum Saisonbeginn für ihn zu LDU Portoviejo. Hier spielte er wieder nur für eine Halbserie und so beendete er die laufende Spielzeit beim Colón FC. Zur Spielzeit 2017/18 fand er dann schließlich wieder einmal einen Klub, bei dem er länge blieb. Beim Delfín SC wurde er nach einem behutsamen Start ein wichtiger Spiele und am Ende gewann er mit seiner Mannschaft 2019 auch noch die Meisterschaft. Danach wechselte er im Januar 2020 weiter zu LDU Quito, wo er nochmal zwei Spielzeiten verbrachte. Danach folgten wieder viele kurze Zwischenstationen. So ging es im Januar 2022 erst zu Independiente del Valle, um im Sommer sich wieder Delfín SC anzuschließen, welche er nach nur drei Tagen direkt weiter in Richtung SD Aucas direkt wieder verließ.

### Nationalmannschaft
Sein Debüt in der ecuadorianischen Nationalmannschaft hatte er am 17. November 2020 bei einem 6:1-Sieg über Kolumbien während der Qualifikation für die Weltmeisterschaft 2022. Hier stand er in der Startelf und holte sich in der 51. auch schon seine erste gelbe Karte. In der 87. Minute wurde er für Ángelo Preciado ausgewechselt.